# Hypogäen von Terra di Corte
 Die Hypogäen von Terra di Corte (italienisch Ipogei Terra di Corte) entstanden zu Beginn der mittleren Bronzezeit, (etwa 1700 Jahre v. Chr.) auf einer Fläche von 5000 Quadratmetern, nördlich von San Ferdinando di Puglia im Basso Tavoliere in Apulien in Italien durch das Volk der Daunier oder deren indigene Vorläufer, die viele ähnliche Hypogäen gründeten (Ipogeo degli Ottavi, Ipogeo dei Volumni, Hypogäen von Trinitapoli).
Die Unterschiede sind in den Abmessungen zu finden und in verschiedenen Details, die auf das umgebende Gelände und kulturelle Veränderungen während der langen Bauzeit zurückgeführt werden können. Der Zugang wird von einem in den Felsuntergrund gearbeiteten Dromos gebildet, einer schmalen, oben offenen Rampe, deren Länge mit den Abmessungen des Hauptraumes und den Möglichkeiten des Bauplatzes korrespondiert, beim Ipogei Terra di Corte war er gebogen. Beim Ipogeo degli Avori war der Zugang sorgfältig mit Steinen versiegelt worden, nachdem kein Platz mehr für Begräbnisse war.